# Queen Latifah
Dana Elaine Owens (* 18. března 1970 Newark, New Jersey), známá pod svým uměleckým jménem Queen Latifah, je americká herečka, zpěvačka, rapperka a hudební producentka. Za svůj herecký výkon byla nominována na Zlatý glóbus nebo na cenu SAG Award.
Její rodiče se jmenovali Lancelot Owens a Rita Bray Owensová. Kromě Queen měli ještě syna Lancelota Jr. Otec sloužil jako policejní strážník.

## Hudba
Na střední škole si velmi oblíbila rap a hip-hop. S kamarádkami Tangy B a Landy D se rozhodly založit skupinu Ladies Fresh.
 Skupina zaujala místního DJ Marka Jamese, známého jako DJ Mark the 45 King. Později se přejmenovaly na Flavor Unit. Roku 1988 vydala Latifah svůj první singl Wrath of My Madness. Následujícího roku pak celé album All Hail to the Queen, kterého se vydalo přes milion kopií.
| Album                               | Rok  |
| ----------------------------------- | ---- |
| All Hail the Queen                  | 1989 |
| Nature of a Sista                   | 1991 |
| Black Reign                         | 1993 |
| Order in the Court                  | 1998 |
| She’s a Queen: A Collection of Hits | 2002 |
| The Dana Owens Album                | 2004 |
| Trav’lin‘ Light                     | 2007 |
| Persona                             | 2009 |

## Filmografie (výběr)
| Název filmu        | Rok  |
| ------------------ | ---- |
| Jungle Fever       | 1991 |
| House Party 2      | 1991 |
| Respekt            | 1992 |
| Sběratel kostí     | 1999 |
| Chicago            | 2002 |
| Scary Movie 3      | 2003 |
| Dům naruby         | 2003 |
| Taxi               | 2004 |
| Salon krásy        | 2004 |
| Poslední prázdniny | 2006 |
| Horší to už nebude | 2006 |
| Hairspray          | 2007 |
| Life Support       | 2007 |
| Mejdan v Las Vegas | 2008 |
| Na sv. Valentýna   | 2010 |
| Jedině ona         | 2010 |
| Nahlas a naplno    | 2012 |